# 马他海蠋鱼
马他海蠋鱼（学名：Halicampus mataafae）又名褐海蠋魚、马塔法海龙，为輻鰭魚綱棘背魚目海龙鱼科海蠋鱼属的鱼类。分布于印度太平洋區海域，主要生活于岩礁海岸的潮间带，棲息深度可達15公尺，體褐色，背部具灰白色橫帶，體長可達14公分。该物种的模式产地在Samoa。

## 外部連結
- 马他海蠋鱼的圖片 （页面存档备份，存于）